# Промисловість побутової хімії
Промисловість побутової хімії — галузь хімічної промисловості, що виробляє синтетичні засоби для миття і догляду за одягом, посудом, меблями, розфасовує лаки, фарби, фотографічні матеріали, добрива та засоби боротьби зі шкідниками тощо.

## Історія
Товари побутової хімії в обмеженому асортименті до 1930-х pp. виробляли кустарі, згодом підприємства промислової кооперації (до її ліквідації 1956 року) та місцевої промисловости.
Як самостійна галузь промисловість побутової хімії оформилася в кінці 1960-х pp. з організацією об'єднання «Союзпобутхім» (1965), до якого входять спеціалізовані підприємства промисловості побутової хімії.
Відтоді реконструйовано діючі підприємства в Одесі, Сімферополі, Ужгороді та побудовано нові — у Києві, Донецьку, Дніпропетровську.
На 1969 рік промисловість побутової хімії УРСР становила понад 26 % всесоюзного виробництва цієї галузі.
1980 року в СРСР в системі Міністерства хімічної промисловості СРСР діяло 69 спеціалізованих підприємств і цехів промисловості побутової хімії. Найбільші з них: у Києві («Укрпобутхім») та Донецький, Дніпропетровський і Сімферопольський заводи промисловості побутової хімії.
Частину товарів промисловості побутової хімії імпортували в Україну з інших регіонів СРСР та країн Ради Економічної Взаємодопомоги.